# Albizia carrii
Albizia carrii är en ärtväxtart som beskrevs av Kanis. Albizia carrii ingår i släktet Albizia och familjen ärtväxter. Inga underarter finns listade i Catalogue of Life.